# Futebol de 7 nos Jogos Paralímpicos
O futebol de sete tem sido realizado nos Jogos Paralímpicos de Verão desde 1984. Nos Jogos Paralímpicos de Verão de 1984, foram realizadas duas competições: uma para homens em cadeiras de rodas e outra para com paralisia cerebral. Em ambos os eventos, o esporte é disputado somente por homens. Em 2015, o Comitê Paralímpico Internacional anunciou que o futebol de sete seria removido dos Jogos Paralímpicos pela primeira vez na história desde seu início em 1984, deixando de ser disputado em Tóquio 2020, a modalidade segue fora para 2024.

## Eventos
| Evento             | 60 | 64 | 68 | 72 | 76 | 80 | 84 | 88 | 92 | 96 | 00 | 04 | 08 | 12 | 16 | Anos |
| ------------------ | -- | -- | -- | -- | -- | -- | -- | -- | -- | -- | -- | -- | -- | -- | -- | ---- |
| Cadeira de rodas   |    |    |    |    |    |    | •  |    |    |    |    |    |    |    |    | 1    |
| Paralisia cerebral |    |    |    |    |    |    | •  | •  | •  | •  | •  | •  | •  | •  | •  | 9    |

## Resultados

### Cadeira de rodas
| Ano                                        | Final              | Final  | Final      |                  | Disputa do bronze | Disputa do bronze | Disputa do bronze |
| ------------------------------------------ | ------------------ | ------ | ---------- | ---------------- | ----------------- | ----------------- | ----------------- |
| Ano                                        | Ouro               | Placar | Prata      | Bronze           | Placar            | Quarto colocado   |                   |
| Stoke Mandeville/Nova York 1984 (detalhes) | USA Estados Unidos | [a]    | CAN Canadá | GBR Grã-Bretanha | [a]               | não houve         |                   |

- a Disputa por pontos corridos.

### Paralisia cerebral
| Ano                                        | Final             | Final       | Final        |                  | Disputa do bronze | Disputa do bronze  | Disputa do bronze |
| ------------------------------------------ | ----------------- | ----------- | ------------ | ---------------- | ----------------- | ------------------ | ----------------- |
| Ano                                        | Ouro              | Placar      | Prata        | Bronze           | Placar            | Quarto colocado    |                   |
| Stoke Mandeville/Nova York 1984 (detalhes) | BEL Bélgica       | 1 – 0       | IRL Irlanda  | GBR Grã-Bretanha | 3 – 1             | POR Portugal       |                   |
| Seul 1988 (detalhes)                       | NED Países Baixos | [b]         | BEL Bélgica  | IRL Irlanda      | [b]               | KOR Coreia do Sul  |                   |
| Barcelona 1992 (detalhes)                  | NED Países Baixos | 3 – 2       | POR Portugal | IRL Irlanda      | 2 – 1             | GBR Grã-Bretanha   |                   |
| Atlanta 1996 (detalhes)                    | NED Países Baixos | 3 – 1       | RUS Rússia   | ESP Espanha      | 2 – 1             | USA Estados Unidos |                   |
| Sydney 2000 (detalhes)                     | RUS Rússia        | 3 – 2       | UKR Ucrânia  | BRA Brasil       | 2 – 1             | POR Portugal       |                   |
| Atenas 2004 (detalhes)                     | UKR Ucrânia       | 4 – 1       | BRA Brasil   | RUS Rússia       | 5 – 0             | ARG Argentina      |                   |
| Pequim 2008 (detalhes)                     | UKR Ucrânia       | 2 – 1       | RUS Rússia   | IRN Irã          | 4 – 0             | BRA Brasil         |                   |
| Londres 2012 (detalhes)                    | RUS Rússia        | 1 – 0       | UKR Ucrânia  | IRN Irã          | 5 – 0             | BRA Brasil         |                   |
| Rio 2016 (detalhes)                        | UKR Ucrânia       | 2 – 1 (pro) | IRN Irã      | BRA Brasil       | 3 – 1             | NED Países Baixos  |                   |

- b Disputa por pontos corridos.

## Quadro geral de medalhas
| Ordem | País               | Medalha de ouro | Medalha de prata | Medalha de bronze | Total |
| ----- | ------------------ | --------------- | ---------------- | ----------------- | ----- |
| 1     | UKR Ucrânia        | 3               | 2                |                   | 5     |
| 2     | NED Países Baixos  | 3               |                  |                   | 3     |
| 3     | RUS Rússia         | 2               | 2                | 1                 | 5     |
| 4     | BEL Bélgica        | 1               | 1                |                   | 2     |
| 5     | USA Estados Unidos | 1               |                  |                   | 1     |
| 6     | BRA Brasil         |                 | 1                | 2                 | 3     |
|       | IRN Irã            |                 | 1                | 2                 | 3     |
|       | IRL Irlanda        |                 | 1                | 2                 | 3     |
| 9     | CAN Canadá         |                 | 1                |                   | 1     |
|       | POR Portugal       |                 | 1                |                   | 1     |
| 11    | GBR Grã-Bretanha   |                 |                  | 2                 | 2     |
| 12    | ESP Espanha        |                 |                  | 1                 | 1     |
| TOTAL | TOTAL              | 10              | 10               | 10                | 30    |